# Декатексис
Декатексисът е психоаналитичен термин, който описва оттеглянето на катексиса от идея или инстинктивен обект.
При нарцистичните неврози например катексис се е оттеглил от външните инстинктивни обекти и се връща към Аз-а.